# Suzuki Jun
Suzuki Jun (sinh ngày 17 tháng 8 năm 1961) là một cầu thủ bóng đá người Nhật Bản.

## Giải vô địch bóng đá U-20 thế giới
Suzuki Jun được triệu tập vào đội tuyển U-20 Nhật Bản tham dự Giải vô địch bóng đá U-20 thế giới 1979.